# Horní náměstí (Opava)
Horní náměstí je centrální náměstí ve čtvrti Opava-Město města Opava v okrese Opava. Nachází se v pohoří Opavská pahorkatina v Moravskoslezském kraji.

## Další informace
Horní náměstí bylo historickým centrem i střediskem obchodního, společenského a hospodářského života Opavy jako hlavního města Slezska. Své domy zde mívali nejbohatší měšťané. Starobylost náměstí byla setřena neuváženou přestavbou v roce 1930, kdy staré domy ustoupily tehdy moderním stavbám obchodních domů. Na konci druhé světové války bylo náměstí těžce poničeno a většina domů i s radnicí byla zničena a později nahrazena novostavbami. Novou podobu náměstí projektoval architekt Ivo Klimeš.
Dominantou Horního náměstí je historická Hláska, nazývaná také Městská věž, Radniční věž či Hodinářská věž. Původně dřevěná věž byla zničena vichřicí a byla znovu postavena v letech 1614-1618 a během 19. století přestavěna. V budově sídlí Magistrát města Opavy, městské muzeum a archiv.
Centrálním bodem Horního náměstí je kašna Koule, která je před Hláskou a která představuje model Slunce v měřítku 1 : 6,27×108. U kašny koule začíná netradiční naučná stezka - Planetární stezka v Opava.
Slezské divadlo Opava je divadelní budova z roku 1805, která je naproti Hlásce.
Konkatedrála Nanebevzetí Panny Marie je trojlodní kostel se dvěma věžemi, vybudovaný ve 14. století v gotickém slohu na místě starší románské stavby z počátku 13. století.
Budova Slezanka s atriem byla vybudována v 60. letech 20. století podle projektu architekta Josefa Krischkeho.

## Galerie

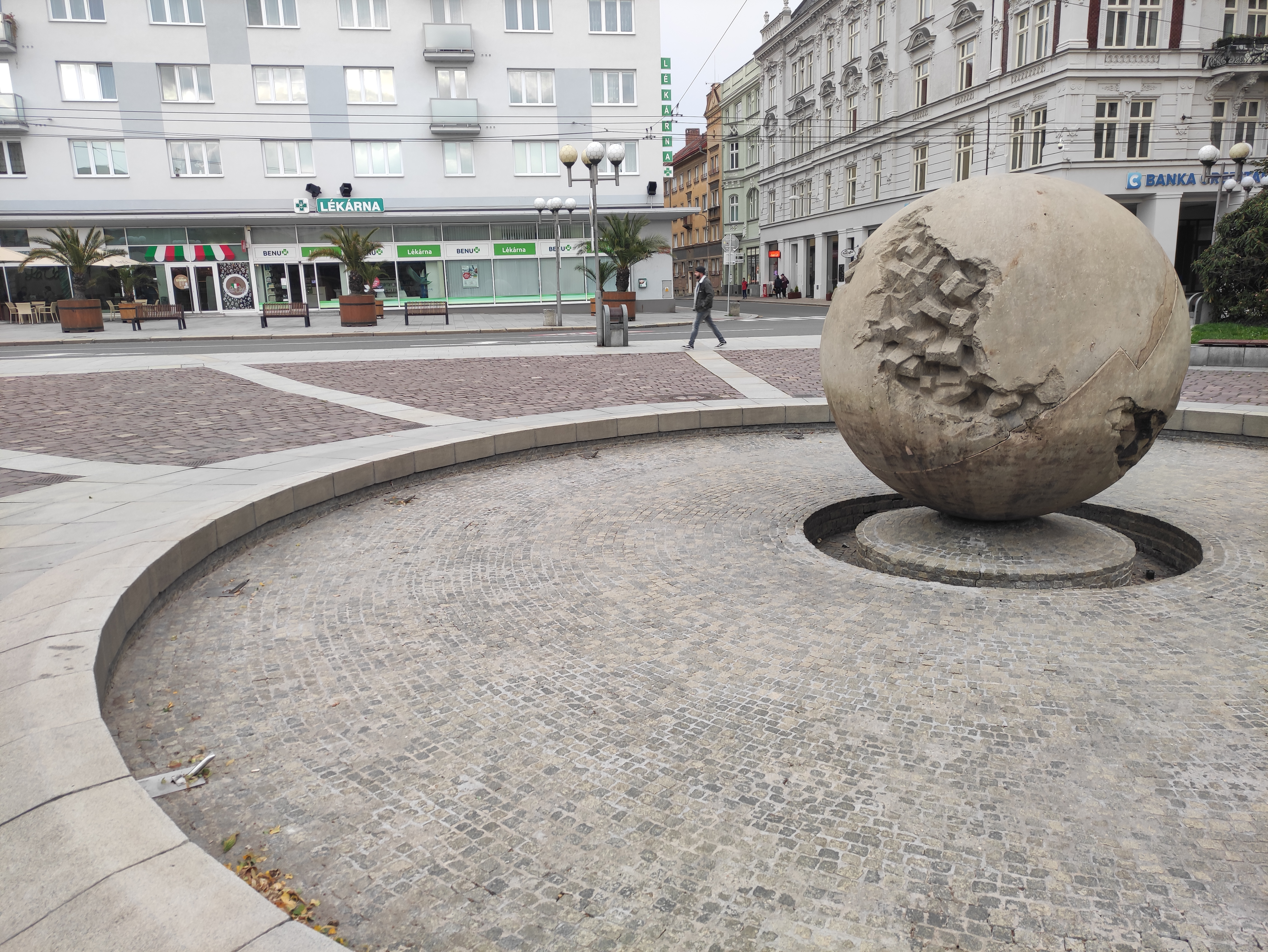
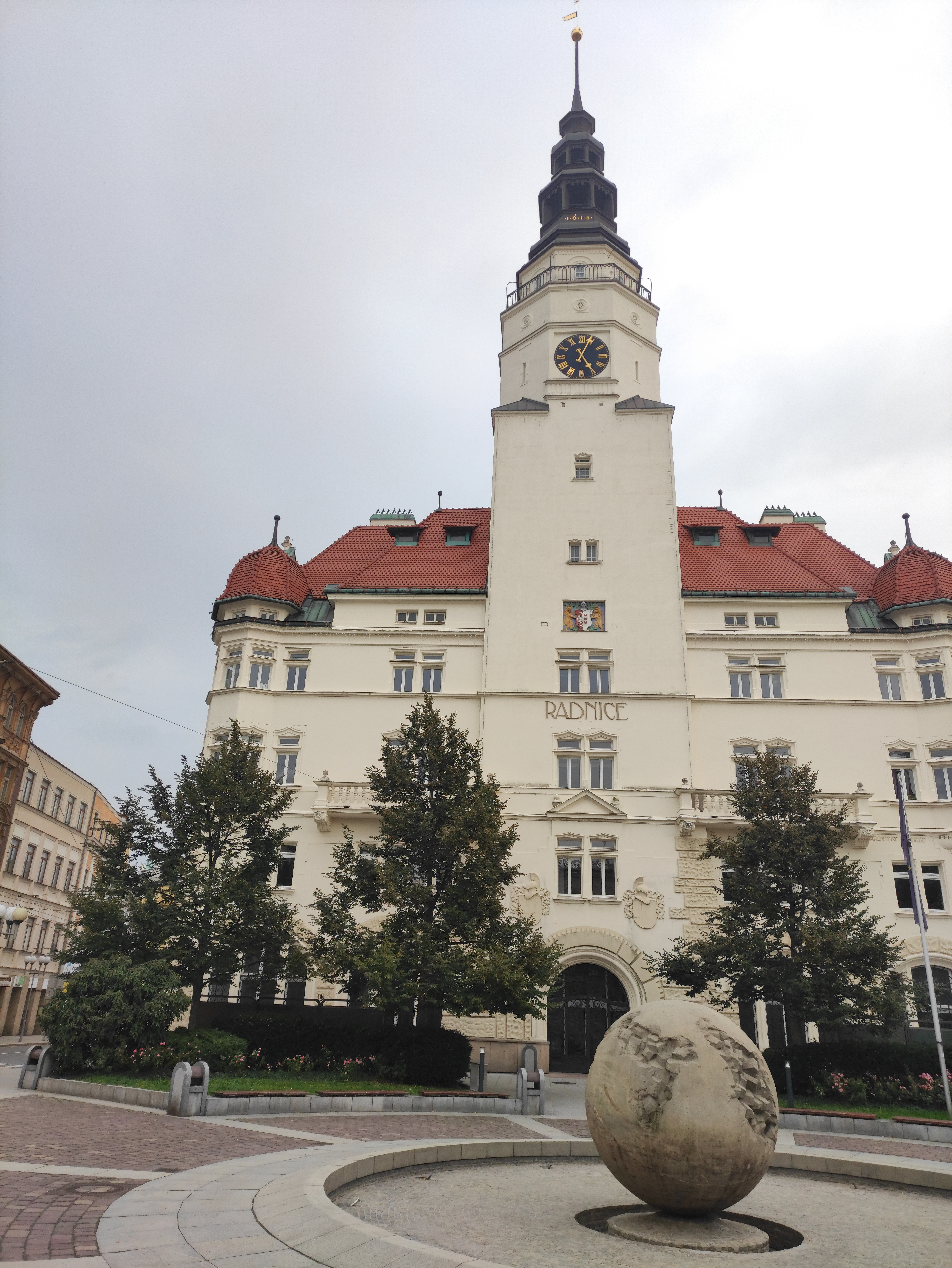
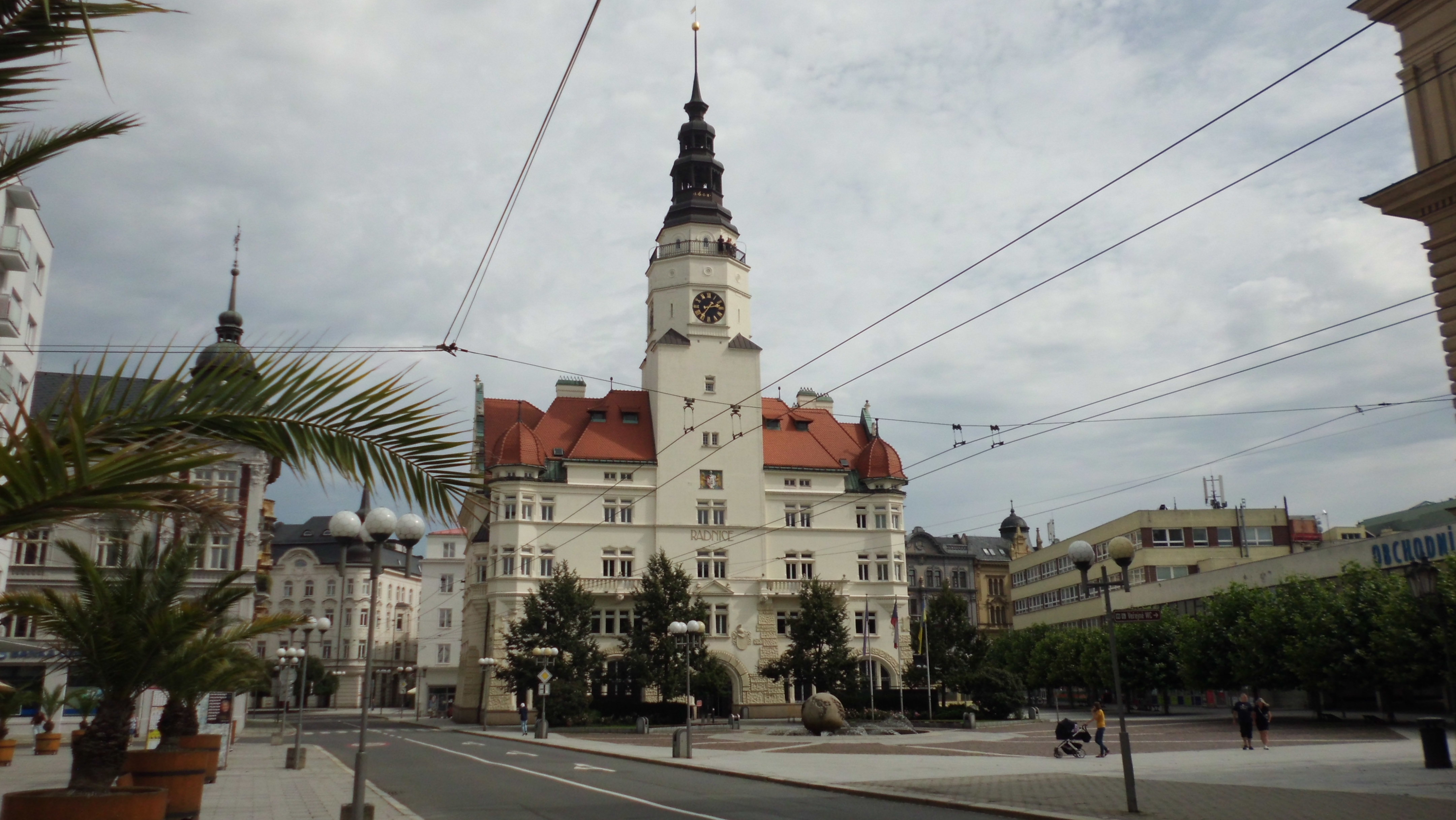